# Leskovice (železniční zastávka)
Leskovice jsou železniční zastávka (původně stanice) v obci Leskovice v okrese Pelhřimov na jednokolejné neelektrizované trati mezi Táborem a Horní Cerekví. Jako stanice byla otevřena 15. května 1890.

## Provozní informace
Zastávka má jedno nástupiště. V zastávce není možnost zakoupení si jízdenky a trať procházející zastávkou není elektrizovaná. Provozuje ji Správa železnic.

## Doprava
Zastavují zde pouze osobní vlaky, které jezdí trasu Tábor – Horní Cerekev – Jihlava (– Dobronín).

## Tratě
Stanicí prochází tato trať:
- Tábor – Horní Cerekev